# Tworkowizna Oraczewska
Tworkowizna Oraczewska – wieś w Polsce położona w województwie łódzkim, w powiecie sieradzkim, w gminie Wróblew.
W latach 1975–1998 miejscowość administracyjnie należała do województwa sieradzkiego.
Przez miejscowość przebiega turystyczny szlak im. Władysława Reymonta (zielony).